# Deutsch-Französisches Parlaments-Praktikum
Das Deutsch-Französische Parlaments-Praktikum wurde 1989 im Rahmen des Internationalen Parlaments-Stipendiums ins Leben gerufen. Es stellt für interessierte Hochschulabsolventen die Möglichkeit dar, ein Praktikum bei einem Abgeordneten des Assemblée National bzw. deutschen Parlaments zu absolvieren. Es steht unter der Schirmherrschaft des Ministère de l’Education Nationale, de l’Enseignement Supérieur et de la Recherche et de l’Innovation, Paris (DAEI).
Jährlich erhalten bis zu je fünf deutsche und französische Absolventen einen Einblick in Funktion, Struktur und Arbeitsweise der französischen Nationalversammlung / des deutschen Bundestags durch ein Vollzeitpraktikum bei einem Abgeordneten. Sie werden mit dessen Aufgaben vertraut gemacht, was gutachtliche Ausarbeitung, die Abfassung von Reden/Artikeln/Briefen, Sekretariatsaufgaben und die Vorbereitung von Sitzungen umfasst. Es schließt ein auf das Praktikum ausgerichtetes Studium am Institut d’études politiques de Paris für deutsche Teilnehmer und eines an der Humboldt-Universität zu Berlin für französische Teilnehmer ein, das ein Studiensemester lang vorbereiten soll. Teilnehmer erhalten ein monatliches Stipendium zum Lebensunterhalt von 500–800 Euro, während Studiengebühren und Sozialbeiträge übernommen werden. Die Länge des Praktikums umfasst in etwa 10 Monate (von Oktober bis Ende Juni).
Zur Teilnahme sind folgende Bedingungen zu erfüllen:
- deutsche Staatsbürgerschaft
- nicht länger als 4 Jahre zurückliegender Abschluss Bachelor of Arts (B.A.) bzw. ein äquivalentes Studiumsentwicklungsstadium (mindestens sechs abgeschlossene Semester) zum Zeitpunkt des Programmmbeginns in einschlägigen Fächern
- sehr gute Kenntnisse der französischen Sprache in Wort und Schrift
- sehr gute Kenntnisse des französischen, deutschen und europäischen politischen Systems